# Zhang Jin (ginnasta)
Zhang Jin (Shanghai, 25 novembre 2000) è una ginnasta cinese, membro della nazionale cinese di ginnastica artistica.

## Carriera senior

### 2018
Partecipa alla Coppa del mondo di Stoccarda vincendo la medaglia d'oro.
In seguito si laurea vice campionessa nazionale nel concorso individuale.
Viene convocata per i Giochi asiatici, dove vince l'oro con la squadra e il bronzo alla trave.
A ottobre partecipa ai Campionati del mondo di Doha, contribuendo alla vittoria della medaglia di bronzo a squadre.

### 2019
Nel 2019 partecipa al Trofeo Città di Jesolo, vincendo la medaglia d'argento con la squadra.

### 2020
Il 7 marzo partecipa all'American Cup, dove arriva nona.

### 2021
Gareggia ai Campionati nazionali, dove conquista l'argento nel concorso individuale.
Il 3 luglio viene scelta per la squadra olimpica insieme a Lu Yufei, Tang Xijing e Ou Yushan.
Il 25 luglio prende parte alle Qualifiche, tramite le quali la nazionale cinese accede alla finale a squadre col terzo punteggio.
Il 27 luglio la squadra cinese prende parte alla finale, concludendo al settimo posto.